# Creu del Cementiri (Sant Climent de Llobregat)
La Creu del Cementiri és una creu de terme de Sant Climent de Llobregat (Baix Llobregat) inclosa a l'Inventari del Patrimoni Arquitectònic de Catalunya.

## Descripció
Es tracta d'una creu llatina de pedra de braços rectes, muntada damunt una base de paredat, situada al Coll de la Creu, en el canvi de rasant del camí del cementiri, sobre el turó. El seu estat de conservació és bo.